# Подсаботин
Подсаботин (словен. Podsabotin, итал. Poggio San Valentino) је насељено место у општини Брда, Горишка регија, Словенија.

## Историја
До територијалне реорганизације у Словенији био је у саставу старе општине Нова Горица.

## Становништво
У попису становништва из 2011. године, Подсаботин је имао 310 становника.
| Број становника према пописима | Број становника према пописима | Број становника према пописима |
| ------------------------------ | ------------------------------ | ------------------------------ |
| 1991                           | 2002                           | 2011                           |
| 175                            | 189                            | 310                            |